# Ватра (основни елемент)
Ватра је један од четири основна елемента у старогрчкој филозофији и науци заједно са земљом, водом и ваздухом. Ватра се сматра и врућом и сувом и, према Платону, повезује се са тетраедром .

## Грчка и римска традиција
Ватра је један од четири класична елемента у старогрчкој филозофији и науци. Обично се повезивало са квалитетима енергије, асертивности и страсти. Према грчком миту, Прометеј је украо ватру од богова да би заштитио иначе беспомоћне људе, али је затим кажњен због овог милосрђа.

Ватра је била један од многих архаја које су предложили предсократовци, чије је настојање било да сведе Космос, или његово стварање, на једну супстанцу. Хераклит (c. 535 BCE – c. 475 BCE) сматрао је ватру најосновнијим од свих елемената. Веровао је да је ватра потакнула друга три елемента: „Све ствари су замена за ватру, и ватра за све ствари, баш као што је роба за злато и злато за добра“. Имао је репутацију за нејасне филозофске принципе и за говорење у загонеткама. Он је описао како је ватра довела до других елемената као: „пута навише-надоле“, (ὁδὸς ἄνω κάτω), „скривена хармонија“  или низ трансформација које је назвао „окретањем ватре“, (πυρὸς τροπαὶ), прво у море, а пола тог мора у земљу, а пола те земље у разређени ваздух. Ово је концепт који предвиђа и четири класична елемента Емпедокла и Аристотелову трансмутацију четири елемента један у други.
Овај свет, који је исти за све, нико од богова или људи није направио. Али увек је било и биће: увек жива ватра, са мерама које се пале, и мерама које се гасе.
Хераклит је сматрао да је душа мешавина ватре и воде, при чему је ватра племенитији део, а вода неплеменити аспект. Веровао је да је циљ душе да се ослободи воде и постане чиста ватра: сува душа је најбоља и световна задовољства чине душу „влажном“. Био је познат као „филозоф који плаче“ и умро је од хидропсије, отока због абнормалног накупљања течности испод коже.
Међутим, Емпедокле из Акрагаса (c. 495 – c. 435 BCE), најпознатији је по томе што је одабрао све елементе као своје архаје, а до Платоновог времена (427– 347 BCE), четири емпедоклијска елемента су била добро утврђена. У Тимеју, Платоновом главном космолошком дијалогу, Платонско тело које је повезао са ватром био је тетраедар који је формиран од четири троугла и садржи најмању запремину са највећом површином. Ово такође чини ватру елементом са најмањим бројем страна, а Платон га је сматрао прикладним за топлоту ватре, за коју је осећао да је оштра и убодна (као једна од тачака тетраедра).

Платонов ученик Аристотел (384– 322 BCE) није задржао геометријски поглед на елементе свог бившег учитеља, већ је више волео нешто природније објашњење за елементе засновано на њиховим традиционалним квалитетима. Ватра топлог и сувог елемента, као и остали елементи, био је апстрактан принцип и није идентичан са нормалним чврстим материјама, течностима и феноменима сагоревања које доживљавамо:
Оно што обично називамо ватром. То заправо и није ватра, јер је ватра вишак топлоте и нека врста усијања; али у стварности, оно што називамо ваздухом, део који окружује земљу је влажан и топао, јер садржи и пару и сув издисај из земље.
Према Аристотелу, четири елемента се дижу или спуштају према свом природном месту у концентричним слојевима који окружују центар Земље и формирају земаљске или сублунарне сфере.
У старој грчкој медицини, сваки од четири хумора постао је повезан са елементом. Жута жуч је била хумор који се поистовећује са ватром, пошто су обе биле вруће и суве. Остале ствари везане за ватру и жуту жуч у античкој и средњовековној медицини укључивале су годишње доба лета, јер је повећавало квалитете топлоте и сушности; колерични темперамент (особе у којој доминира жута жуч хумора); мушки род ; и источна тачка компаса.
У алхемији се хемијски елемент сумпора често повезује са ватром, а његов алхемијски симбол и његов симбол је био троугао усмерен нагоре. У алхемичарској традицији, метали се инкубирају ватром у утроби Земље, а алхемичари само убрзавају њихов развој.

## Индијска традиција
Агни је хиндуистичко и ведско божанство. Реч агни је санскритска реч за ватру (именица), сродна је са латинским игнис (корен енглеског игните), руским огонь (ватра), изговара се агон. Агни има три облика: ватру, муњу и сунце.
Агни је један од најважнијих ведских богова. Он је бог ватре и онај који прима жртве. Жртве које се приносе Агнију иду божанствима јер је Агни гласник од и до других богова. Он је увек млад, јер се ватра поново пали сваки дан, али је и бесмртан. У индијској традицији ватра је такође повезана са Суријом илити Сунцем и Мангалом илити Марсом, и са југоисточним правцем.

## Церемонијална магија
Ватра и други грчки класични елементи уграђен су у магијски систем Златне зоре. Философус (4=7) је елементарни степен који се приписује ватри; овај степен се такође приписује кабалистичкој сефири Нецах и планети Венери. Елементарно оружје ватре је штап. Сваки од елемената има неколико повезаних духовних бића. Архианђео ватре је Михаило, анђео је Арал, владар је Сераф, краљ је Ђин, а ватрени елементали (који прате Парацелзуса) се зову даждевњаци. Ватра се сматра активном; представљена је симболом за Лава и упућена је на доњу десну тачку пентакла у Ритуалу Врховног призивања Пентакла. Многа од ових асоцијација су се проширила кроз разне окултне заједнице.

## Тарот
Ватра у тароту симболизује промену или страст. Многе референце на ватру у тароту су повезане са употребом ватре у алхемичарској пракси, у којој је примена ватре главни метод промене, а све што додирне ватру се мења, често до непрепознатљивости. Симбол ватре је био знак који је указивао на трансформацију, а хемијска варијанта је грчки симбол делта (Δ), који је уједно и класични симбол за ватру. Симболизована конверзија може бити добра, на пример, рафинисање сирових сировина у злато, као што се види на тарот карти Ђаво. Конверзија такође може бити лоша, као на карти Кула, која симболизује пропаст услед беса. Ватра је повезана са оделом штапова и као таква представља страст из инспирације. Као елемент, ватра има мешовиту симболику јер представља енергију, која може бити од помоћи када се контролише, али променљиве природе ако се не контролише.

## Савремена вештичарења
Ватра је један од пет елемената који се појављују у већини виканских традиција насталих под утицајем система магије Реда Златне зоре и мистицизма Алистера Кроулија, који је такође инспирисан Златном зором.

## Масонерија
У слободном зидарству, ватра је присутна, на пример, током церемоније зимског солстиција, симбол енергије и поновног рађања. Слободно зидарство узима древно симболичко значење ватре и препознаје његову двоструку природу: стварање, светлост, с једне стране, и уништење и прочишћење, с друге.

## Видети још
- Бог ватре
- Обожавање ватре
- Пирокинеза
- Пиромантија
- Пироманија